# Lázaro Gadea
Lázaro Gadea (Santo Domingo Soriano, 1786 - Bella Unión, 1876) fue un fraile franciscano rioplatense, de destacada participación política en la Argentina y el Uruguay durante la primera mitad del siglo XIX.

## Biografía
Vivió desde su juventud en Montevideo, y allí ingresó como lego en la orden de los franciscanos.
En 1806 abandonó temporalmente los hábitos para participar en la campaña de Reconquista de Buenos Aires, en ocasión de las invasiones inglesas. Ayudó al nuevo comandante militar del virreinato, Santiago de Liniers, en la organización de los cuerpos militares de voluntarios y regresó a Montevideo. Luchó en la infructuosa defensa de esa ciudad contra los británicos y fue tomado prisionero.
Tras el final de las invasiones inglesas se trasladó a Córdoba, donde estudió teología y derecho canónico, e ingresó como fraile a la orden de San Francisco.
Al recibirse la noticia de la revolución de Mayo, el gobernador Juan Gutiérrez de la Concha y el ex virrey Liniers dirigieron un intento de resistencia que no prosperó; huyeron y fueron capturados. Gadea, sabiendo que – a pesar de que la intención del coronel Francisco Ortiz de Ocampo al enviarlos a Buenos Aires era salvar sus vidas – seguramente serían ejecutados, los acompañó en el viaje. Cuando la sentencia se cumplió en Cabeza de Tigre, mientras el obispo Rodrigo de Orellana confesaba y asistía a los demás condenados, Gadea hizo lo mismo con el gobernador Gutiérrez de la Concha. Eso le valió las sospechas de Juan José Castelli, que se aseguró que no volviera a Córdoba.
Regresó a la Banda Oriental donde se unió a la revolución independentista iniciada con el "grito de Asencio". Asistió a los heridos en la batalla de Las Piedras y allí se unió a José Artigas. Acompañó las diversas campañas de los federales de Artigas contra Buenos Aires, y estuvo en los diversos campamentos de este, entre ellos Ayuí y Purificación.
Durante la invasión portuguesa se refugió en Entre Ríos, de donde pasaría posteriormente a Buenos Aires. Allí ayudó a Juan Antonio Lavalleja a organizar la campaña de los Treinta y Tres Orientales.
Fue diputado por Soriano a la Asamblea General Constituyente y Legislativa del Estado, que sancionaría la Constitución de Uruguay de 1830, y fue uno de sus principales redactores.
Fue partidario decidido de Lavalleja, primero, y luego del presidente Manuel Oribe.
Durante la mayor parte de su vida residió fuera del convento franciscano de Montevideo, y recorrió todo el Uruguay junto a los dirigentes del Partido Blanco.
Falleció en 1876 en Bella Unión, en el extremo noroeste del Uruguay.